# Ураган Метју
Ураган Метју био је екстремно моћан и смртоносан циклон, први ураган категорије 5 атлантичких урагана након урагана Феликс 2007. године. Као тринаеста именована олуја, пети ураган и други велики ураган годишње сезоне урагана, Метју је био веома деструктиван и дуготрајан тропски циклон који је изазвао велико уништавање и огроман губитак живота током свог проласка кроз западни Атлантик, укључујући југоисточни део САД, Хаити, Јамајку, Кубу, Доминиканску Републику и Бахаме. Најмање 1.042 смртна случаја се приписују Метјуу, укључујући више од 1.000 на Хаитију, 1 у Колумбији, 4 у Доминиканској Републици, 1 у Сент Винсенту и Гренадинима и 21 у САД, што је најсмртоноснији атлантички ураган после урагана Стен 2005. године, у којем је погинуло више од 1.600 људи у Централној Америци и Мексику. Штета коју је олуја нанела се процењује на више од 5 милијарди долара, што значи да је ово и ’најскупљи’ атлантички ураган после урагана Сенди 2012. године.

## Настанак

#### Мали Антили
На Сент Винсенту, обилне падавине су изазвале клизишта и поплаве широм острва. Једна особа је погинула у граду Лаију, када се велики камен одломио и обрушио на њу. Код оближњег залива Бакамент, река која се у њега улива се излила, због чега је хитно евакуисано најмање 25 особа. Река Хермидиџ је порасла за најмање 1,1 м за један сат, а као меру предострожносту Централни орган за водовод и канализацију је искључио све водоводне услуге. Поплаве су биле и у Вермонту, Саут Риверсу, деловима Кингстона, Кемпден Парку, Арнос Вејлу и Ленгли Парку. Због рушевина које су нанеле реке које су се излиле многи путеви су постали непроходни.